# NON STYLE
NON STYLE是日本的搞笑藝人二人組，成員有石田明（擔任裝傻角色）和井上裕介（擔任吐槽角色），在2000年組成。雖為吉本興業的藝人，但非畢業自NSC，而是靠路邊表演漫才出身的。2008年M-1大賽王者。

## 經歷
兩人在2008年的M-1大賽中，在4489組參賽者中脫穎而出，初次成為9組晉身決賽圈的組合之一。最後以5票壓倒取得2票的奧黛麗（オードリー），成為該年度M-1大賽的優勝者。雖然如此，之後爆紅的卻是第2名的奧黛麗，而非NON STYLE。
他們在2009年亦通過敗部復活戰再次晉身M-1大賽決賽圈，奪得第3名。
2013年，於日本漫才大賽THE MANZAI 2013進入三甲之列，但沒有獲勝。

## 成員
- 石田明（1980年2月20日－），出身自大阪府大阪市。擔任裝傻。
- 井上裕介（1980年3月1日－），出身自大阪府大阪市。擔任吐槽。曾短暫擔任日本樂團flumpool的結他手阪井一生的替補。[5]

## 出演作品

### 電視動畫
2020年
- 前說！（聲演本人）

## 外部連結
- 官方檔案（页面存档备份，存于） （日語）
- 井上裕介官方網誌（日語）
- 井上裕介的Facebook專頁（日語）
- 井上裕介的X（前Twitter）（日語）
- 石田明的X（前Twitter）（日語）
- 石田明官方網誌（日語）